# Рибница (тврђава)
Рибница је средњовјековна тврђава у Старој вароши у Подгорици на ушћу ријеке Рибнице у Морачу.

## Историја
Најстарији извор који помиње име Рибница је „Житије Светог Симеона од Светог Саве”, написано пре 1216. године, у коме се каже да је Стефан Немања рођен у Зети на Рибници. Рибница вјероватно у вријеме Немањиног рођења није била град, већ мање насеље или област — привремено боравиште Немањиног оца Завиде. Једни историчари сматрају да је, по том казивању, Немања рођен у дворцу на утоку ријеке Рибнице у Морачу. По другим истраживачима, не постоје никакви подаци да је у то вријеме Рибница као насеље уопште постојала и да се може тумачити да је у питању област (тако да Немањино рођење може бити у било ком дијелу области). Наиме, апелатив „мјесто” у старијим текстовима има значење области (мање или веће). Такође, сматрају да није природно да једно насеље још прије турских освајања промјени једно домаће име другим, исто тако домаћим именом. Стога, питање је да ли је идентификација „мјеста” Рибнице са Подгорицом исправна.
Постојећу тврђаву под именом Депедоген (тур. Depedöğen), изградили су Турци у тргу Подгорица између 1474. и 1478. године. Од ове турске градње, из првог периода употребе ватреног оружја, изгледа да је остао до данас непромијењен само дио зида са петостраном кулом и троугластим избаченим дијелом који је такође играо улогу куле. Није искључено да су ови дијелови и старији. Остали дијелови су касније јако преправљани. Првобитно је био направљен и ров испред тврђаве који је вјероватно везивао обалу Рибнице са обалом Мораче.
У науци су подијељена мишљења о томе како се првобитно звало насеље или станица на римском путу Скодра (Скадар) — Андерба на мјесту данашње Подгорице, Бирзиминиум или Алата. Најстарији помен мјеста је око 300. године, и у Појтингеровој табли из 6. вијека. У 9. вијеку оба имена помиње и Равенски географ. Да је некакво насеље у Подлушкој жупи, на ушћу Рибнице у Морачу постојало крајем XI или на почетку 12. вијека, потврда је и постојање цркве Св. Ђорђа из тог периода. Име Подгорица јавља се први пут 1326. године у књизи Которског архива. Кроз 14. и 15. вијек чешће се помиње Подгорица увијек у вези са трговином, царинама и транспортом робе, па се претпоставља да је она у држави Немањића и Балшића била трговачка станица. Турци су већ 1457. године држали сву Горњу Зету и Подгорицу.
Лазар Томановић наводи да је Др П. Миљанић писао да Подгорица није првобитно сазидана на углу утока Рибнице у Морачу, гдје је сада. На лијевој страни Мораче према Дукљи постоји развалина и испод цијелог брда је била насеобина. Након пропасти Дукље, по причању мјештана, варош је била сазидана најприје под брдашцем Какарићом при извору Рибнице, скоро сат далеко од тадашње Подгорице (крајем 19. вијека). Мјесто гдје је сада Подгорица звало се Пшенично поље. С тим се слаже и народно предање по којем је тадашњу (крај 19. вијека) Подгорицу подигао Хаџи-паша. У томе се савјетовао са кнезом Маркушем из Момишића који му је предложио да мјесто градње града 
(тврђаве) буде, гдје слети кокот. Паша га је послушао, пустио је кокота да лети и он почине на ушћу Рибнице у Морачу и ту се град подиже. 